# Afrosternophorus araucariae
Afrosternophorus araucariae är en spindeldjursart som först beskrevs av Beier 1971.  Afrosternophorus araucariae ingår i släktet Afrosternophorus och familjen Sternophoridae. Inga underarter finns listade i Catalogue of Life.